# Сидар-Милс (тауншип, Миннесота)
Сидар-Милс (англ. Cedar Mills) — тауншип в округе Микер, Миннесота, США. На 2000 год его население составило 499 человек.

## География
По данным Бюро переписи населения США площадь тауншипа составляет 100,9 км², из которых 99,7 км² занимает суша, а 1,2 км² — вода (1,21 %).

## Демография
По данным переписи населения 2000 года здесь находились 499 человек, 177 домохозяйств и 135 семей.  Плотность населения —  5,0 чел./км².  На территории тауншипа расположено 191 постройка со средней плотностью 1,9 построек на один квадратный километр. Расовый состав населения: 97,60 % белых, 0,40 % коренных американцев, 0,80 % азиатов и 1,20 % приходится на две или более других рас. Испанцы или латиноамериканцы любой расы составляли 1,60 % от популяции тауншипа.
Из 177 домохозяйств в 35,6 % воспитывались дети до 18 лет, в 65,0 % проживали супружеские пары, в 6,2 % проживали незамужние женщины и в 23,2 % домохозяйств проживали несемейные люди. 17,5 % домохозяйств состояли из одного человека, при том 8,5 % из — одиноких пожилых людей старше 65 лет. Средний размер домохозяйства — 2,71, а семьи — 3,04 человека.
26,5 % населения — младше 18 лет, 5,2 % — в возрасте от 18 до 24 лет, 29,9 % — от 25 до 44, 24,4 % — от 45 до 64, и 14,0 % — старше 65 лет. Средний возраст — 38 лет. На каждые 100 женщин приходилось 109,7 мужчин.  На каждые 100 женщин старше 18 приходилось 107,3 мужчин.
Средний годовой доход домохозяйства составлял 48 125 долларов, а средний годовой доход семьи —  53 393 доллара. Средний доход мужчин —  30 000  долларов, в то время как у женщин — 26 250. Доход на душу населения составил 17 227 долларов. За чертой бедности находились 3,6 % семей и 6,2 % всего населения тауншипа, из которых 9,0 % младше 18 и 16,7 % старше 65 лет.